# This Is Love (chanson de PJ Harvey)
Pour les articles homonymes, voir This Is Love.
Singles de PJ Harvey
A Place Called Home
(2001) The Letter
(2004)
This Is Love est une chanson de la chanteuse de rock alternatif britannique PJ Harvey parut le 8 octobre 2001. Il s'agit du troisième single tiré de son troisième albums Stories from the City, Stories from the Sea sorti chez Island Records sous le nom This Is Love/You Said Something.
La chanson se positionne à la 41e place au Royaume-Uni et est nommé aux Grammy Awards dans la catégorie « meilleure performance de rock féminine ».

## Pistes
| 1. | This Is Love                                 | 3:48 |
| 2. | You Said Something                           | 3:23 |
| 3. | A Place Called Home (Taken From Lamacq Live) | 3:41 |